# Villa Hohenfels

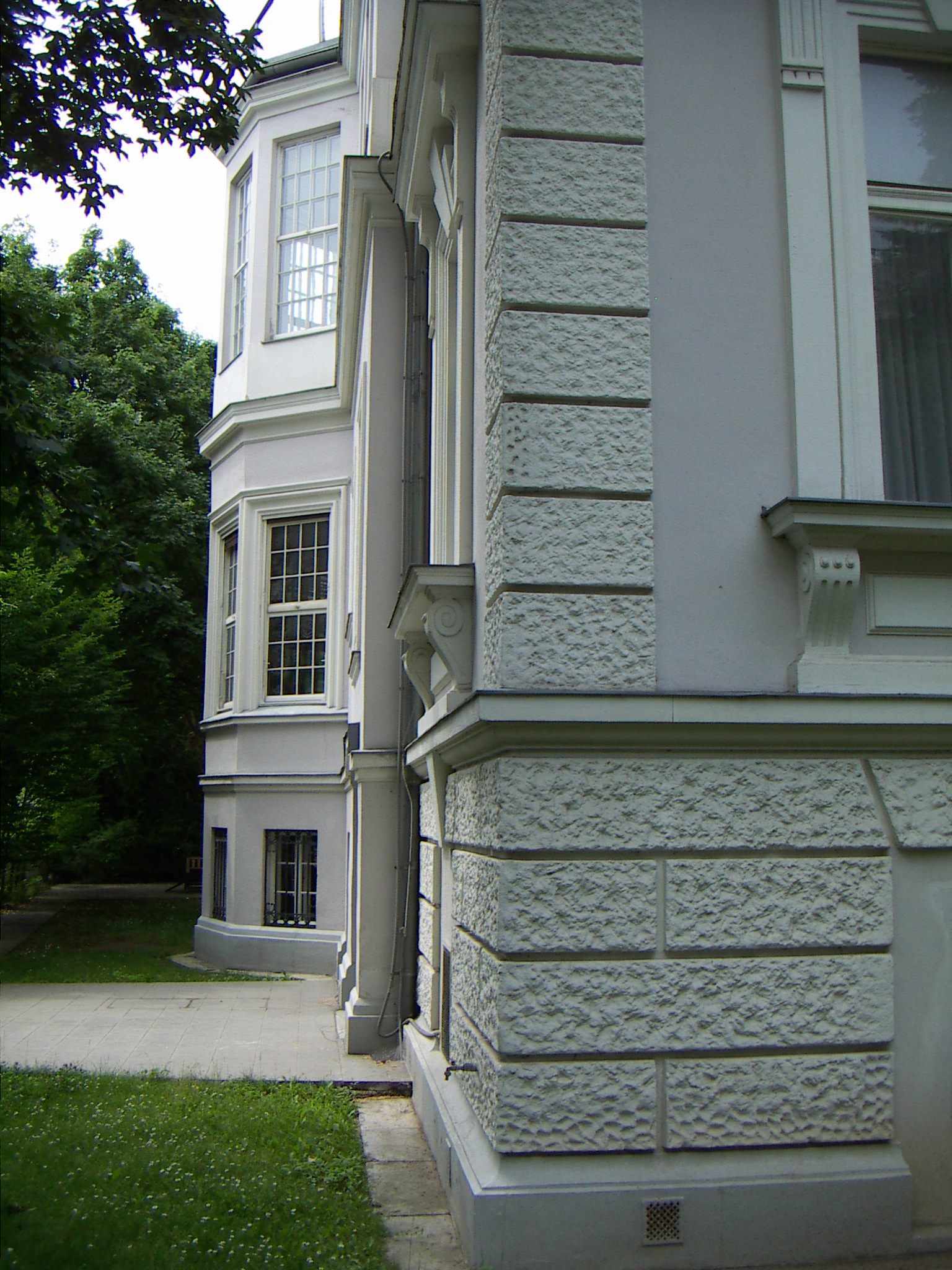
1924 südseitig erweitert

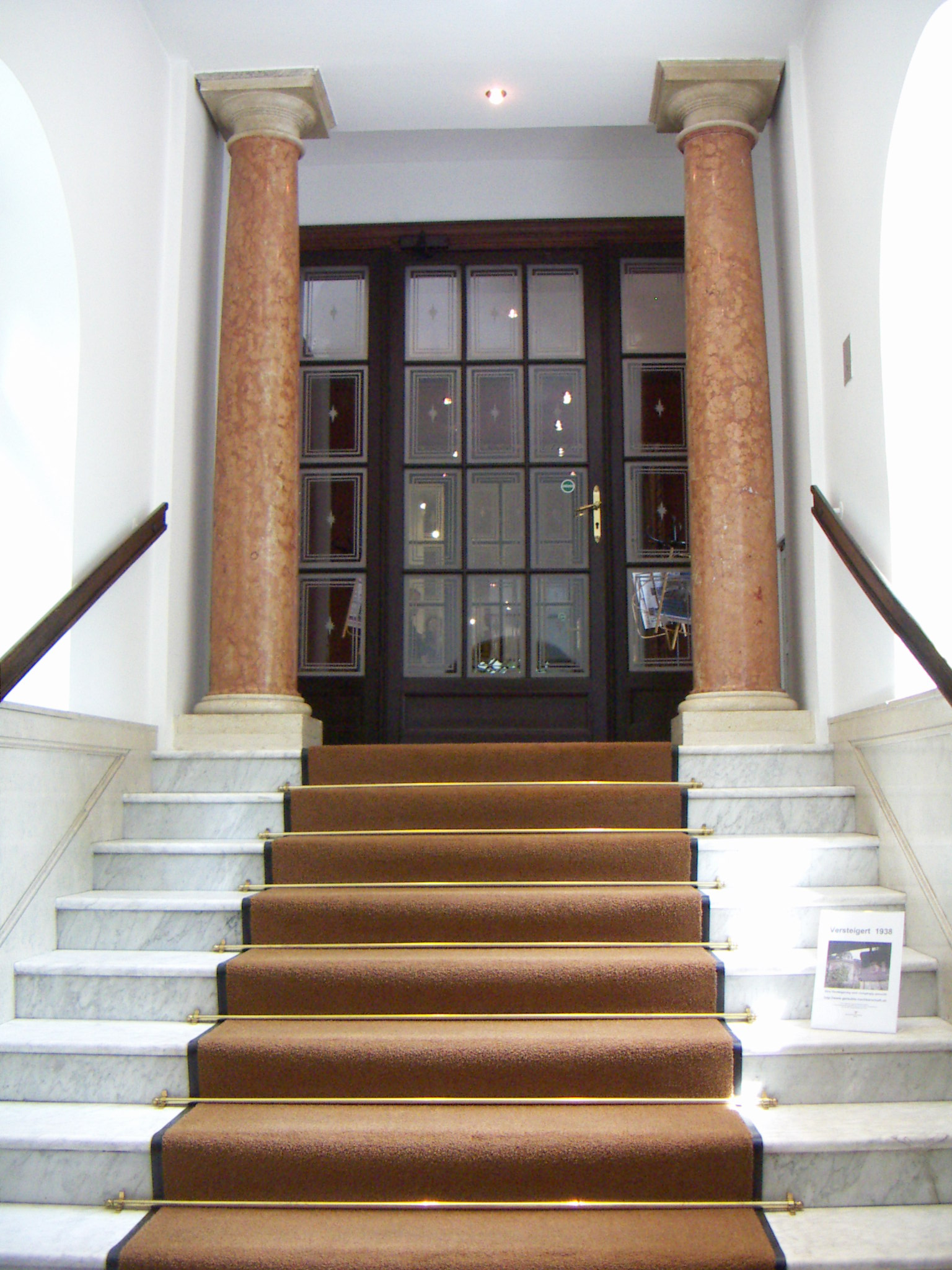
1924 neue Zugangsstiege

Die Villa Hohenfels ist ein von 1890 bis 1891 errichtetes Villengebäude im 13. Wiener Gemeindebezirk Hietzing.

## Villa Hohenfels
Auf dem Grundstück des ehemaligen Vergnügungsetablissements Neue Welt ließ die Fabriks- und Hausbesitzerin Karoline Tobisch eine zweigeschoßige palaisartige Villa erbauen. Die Entwürfe stammten von Karl Scheffler, ausführender Baumeister war Johann Sturany. 1894 wurde Alfred Freiherr von Berger Besitzer der Villa und seine Frau Stella von Hohenfels-Berger gab der Villa den Namen.
Die Fassaden sind in historischem Stil gehalten. Es fanden vor allem italienische Renaissanceelemente und im Mittelteil der Nordseite auch barocke Details Verwendung.

## Villa Nelly Altmann
1920 gelangt die Villa in den Besitz von Sigmund Sachsel. Er verkauft die Villa noch im selben Jahr an den Fabrikanten Bernhard Altmann. Der Unternehmer ließ 1921 westseitig einen Haupteingang mit einem Treppenaufgang ins Hochparterre errichten. 1924 erweiterte er südseitig die Villa, zumal der Entwurf von Karl Schreffler Sonne und Licht wenig berücksichtigt hat. Die Familie Altmann wurde 1938 von den Nationalsozialisten enteignet.

## Nachkriegsnutzung
1947 wurde Nelly Altmann der Besitz zurückerstattet und in der Folge ließ sie drei getrennte Wohnungen einrichten. Danach waren eine Baugesellschaft und eine Computerfirma im Gebäude untergebracht. 1989/90 wurde die Villa zur Gänze renoviert, wobei der historische Bestand gut erhalten wurde und durch den Dachgeschoßausbau Mansardfenster im Dachbereich eingebaut sind. Gegenwärtig dient das Gebäude als Büro für eine Bauprojektierungsfirma.

## Filmografie
- Robert Streibel: Lokalaugenschein Versteigert 1938, Volkshochschule Hietzing, Wien 2008. Online youtube.com 4:56 min